# Институт математики и математического моделирования
Институт математики и математического моделирования КН МНВО РК (каз. ҚР ҒЖБМ ҒК Математика және математикалық модельдеу институты) — научно-исследовательский институт в Алматы, Казахстан, основанный в 1965 году и действующий в составе Комитета науки Министерства науки и высшего образования Республики Казахстан. Директор — М. А. Садыбеков.

## История
Предшественник института — Сектора математики и механики Академии наук Казахской ССР, созданный в 1945 году. Институт был создан в 1965 году на базе него и Лаборатории машинной и вычислительной математики.
В 1976 году из состава института был выделен Институт сейсмологии, в 1991 году — Институт космических исследований, Институт проблем управления и информатики, Институт механики и машиноведения и Институт прикладной математики. В 1998 году на базе института был создан Национальный комитет математики Казахстана.
В 2004 году институт стал дочерним государственным предприятием Центра физико-математических исследований, включившего в себя также Институт проблем управления и информатики и Институт механики и машиноведения. В 2006 году центр был переименован в Институт математики, информатики и механики (ИМИМ). В 2012 году ИМИМ и его дочернее предприятие Институт математики преобразованы в Институт математики и математического моделирования.
Названия:
- 1965—1992: Институт математики и механики Академии наук Казахской ССР
- 1992—1999: Институт теоретической и прикладной математики Национальной академии наук Республика Казахстан
- 1999—2012: Институт математики
- 2012—н. в.: Институт математики и математического моделирования

## Описание
Основные научные направления института:
- теория функций и функциональный анализ;
- теория вероятностей и математическая статистика;
- обыкновенные дифференциальные уравнения и дифференциальные уравнения с частными производными;
- алгебра, математическая логика и геометрия;
- математическая физика и математическое моделирование.

По состоянию на 2024 год в институте работают 227 сотрудников, из них докторов наук — 54, кандидатов наук — 53, PhD — 16. Среди сотрудников:
- 5 академиков НАН РК: Н. К. Блиев, С. Н. Харин, М. О. Отелбаев, Т. Ш. Кальменов и А. С. Джумадильдаев;
- 4 члена-корреспондента НАН РК: Б. С. Байжанов, М. А. Садыбеков, У. У. Умирбаев и Б. Ш. Кулпешов.

Институт состоит из 5 отделов:
- Отдел теории функций и функционального анализа (заведующий — Д. Б. Базарханов)
- Отдел дифференциальных уравнений (заведующий — Т. Ш. Кальменов)
- Отдел алгебры, математической логики и геометрии (заведующий — Б. С. Байжанов)
- Отдел математической физики и моделирования (заведующая — Л. А. Алексеева)
- Отдел прикладных исследований (заведующий — М. А. Садыбеков)